# HD 154972
HD 154972，又名CP-74 1610，SAO 257478、HR 6373，是一颗恒星，视星等为6.25，位于銀經318.01，銀緯-20.12，其B1900.0坐标为赤經17h 3m 39.1s，赤緯-74° -20.12′ 40″。